# Brackenridgia bridgesi
Brackenridgia bridgesi är en kräftdjursart som först beskrevs av Van Name 1942.  Brackenridgia bridgesi ingår i släktet Brackenridgia och familjen Trichoniscidae. Inga underarter finns listade i Catalogue of Life.